# سیلوا گیل
سیلوا گیل (انگلیسی: Luis Gil؛ زادهٔ ۱۴ نوامبر ۱۹۹۳) یک بازیکن فوتبال اهل ایالات متحده آمریکا است.
وی همچنین در تیم ملی فوتبال ایالات متحده آمریکا بازی کرده است.